# 喬爾戈尼
49°54′2″N 23°27′38″E / 49.90056°N 23.46056°E
喬爾戈尼（烏克蘭語：Чолгині），是烏克蘭的村落，位於該國西部利沃夫州，由亞沃里夫區負責管轄，始建於1386年，面積1.25平方公里，海拔高度268米，人口1,000，人口密度每平方公里803.37人。